# Западен Йоркшър (метрополис)
 Тази статия е за урбанизираната територия.  За графството вижте Западен Йоркшър.  
Метрополисът Западен Йоркшър (на английски: West Yorkshire Urban Area) е метрополис в едноименното графство, образуван от сливането на агломерациите на петте главни града в графството – Лийдс, Брадфорд, Хъдърсфийлд, Уейкфийлд и Халифакс, въпреки че последният не е включен официално в зоната.
Населението на района към 2001 година е 1 499 465 жители. Това нарежда метрополиса на четвърто място по население сред урбанизираните територии в Обединеното кралство.

## Описание
Британският национален статистически институт дефинира точния обхват на района и включените населени места. Според официалните данни на института от преброяването през 2001 година, метрополисът Западен Йоркшър се простира на територия от 370,02 квадратни километра с население от 1 499 465 души, което означава плътност от 4052,4 души на квадратен километър.
Урбанизираната територия има рингообразен характер. Основният пояс е с радиус около 12 километра. Изграждащите му структури са агломерациите, образувани около общинските центрове Лийдс и Брадфорд в северната част, Хъдърсфийлд в югозападната част и Уейкфийлд в югоизточната част. Западната дъга на ринга се оформя от прилежащия Халифакс, който обаче все още се смята за самостоятелна единица от статистическия институт и не е включен в зоната.
Метрополисът е пресечен централно от Магистрала М62 по направлението изток-запад (Хъл-Лийдс-Манчестър-Ливърпул). Тук е началото и на Магистрала М1, започваща от Лийдс и спускаща се в южна посока покрай Уейкфийлд към Шефилд, Нотингам, Лестър и Лондон.

## Градове
Основните населени места на метрополиса и населението им към 2001 година са:
| град                   | на английски               | население |
| ---------------------- | -------------------------- | --------- |
| Лийдс                  | Leeds                      | 443 247   |
| Брадфорд               | Bradford                   | 293 717   |
| Хъдърсфийлд            | Huddersfield               | 146 234   |
| Уейкфийлд              | Wakefield                  | 76 886    |
| Дюсбъри                | Dewsbury                   | 54 341    |
| Морли                  | Morley                     | 54 051    |
| Кийдли                 | Keighley                   | 49 453    |
| Батли                  | Batley                     | 49 448    |
| Пъдси                  | Pudsey                     | 32 391    |
| Бригаус                | Brighouse                  | 32 360    |
| Гайсли и Йдън          | Guiseley and Yeadon        | 31 381    |
| Шипли                  | Shipley                    | 28 162    |
| Клекхийтън и Ливърседж | Cleckheaton and Liversedge | 26 796    |
| Лофтхаус и Станли      | Lofthouse and Stanley      | 22 947    |
| Хоулмфърт и Хонли      | Holmfirth and Honley       | 22 690    |
| Осет                   | Ossett                     | 21 076    |
| Бингли                 | Bingley                    | 19 884    |
| Хорсфърт               | Horsforth                  | 18 928    |
| Мърфийлд               | Mirfield                   | 18 390    |
| Бейлдън                | Baildon                    | 15 368    |
| Хекмъндуайк            | Heckmondwike               | 11 291    |
| Хорбери                | Horbury                    | 10 002    |
| Куинсбери              | Queensbury                 | 8718      |
| Менстън                | Menston                    | 4660      |
| Шелф                   | Shelf                      | 4496      |
| Ню Фарнли              | New Farnley                | 2548      |

Градове, прилежащи в непосредствена близост до метрополиса, но все още официално смятани за самостоятелни. Посоченото население е към 2001 година:
| град       | на английски | население |
| ---------- | ------------ | --------- |
| Халифакс   | Halifax      | 83 570    |
| Касълфорд  | Castleford   | 37 525    |
| Нормантън  | Normanton    | 19 949    |
| Понтифракт | Pontefract   | 28 250    |
| Отли       | Otley        | 14 348    |
| Уедърби    | Wetherby     | 10 562    |

## Демография
От населяващите метрополиса 1 499 465 жители към 2001 година, 196 959 души са мигранти. От тях, 131 952 души са вътрешни за района мигранти, 41 985 жители са придошли от други части на Великобритания, а 8696 души са имигранти от страни извън Обединеното кралство.
Разпределение на населението по етническа и расова принадлежност към 2001 година:
| етническа група                  | % от населението |
| -------------------------------- | ---------------- |
| Бели британци                    | 83,1             |
| Бели ирландци                    | 1,0              |
| Бели други                       | 1,4              |
| Индийци                          | 2,7              |
| Пакистанци                       | 7,5              |
| други средно- или западноазиатци | 0,9              |
| Китайци                          | 0,3              |
| други далекоизточни азиатци      | 0,3              |
| Черни карибийци                  | 0,9              |
| Черни африканци                  | 0,3              |
| Черни други                      | 0,1              |
| Смесени                          | 1,5              |